# Poul Astrup
Poul Bjørndahl Astrup (14. august 1915 i Søndbjerg – 30. november 2000) var en dansk laboratoriekemiker, overlæge ved Rigshospitalets centrallaboratorium 1954-1979. I 1964 blev Astrup Danmarks første professor i klinisk kemi. 
Han var søn af lærer Anders Astrup (død 1936) og og hustru Louise f. Bjørndahl (død 1953), blev student fra Birkerød Statsskole 1933, tog medicinsk eksamen 1939 og blev dr.med. 1944. Under besættelsen var han videnskabelig assistent ved Københavns Universitets biokemiske institut 1940-44 og på Finseninstituttet 1944-46. Samtidig var Astrup aktiv modstandsmand i Frit Danmark.
Efter kandidatstillinger på Rigshospitalet og Blegdamshospitalet 1946-48 blev han 2. reservelæge i De Gamles By 1948-50, ved Blegdamshospitalets medicinske afdeling 1950-52 og var laboratorieforstander ved Blegdamshospitalet 1952-54. Som chef på dette sygehus fandt han under den danske polioepedimi 1952-53 nøglen til styring af åndedrættet, ved at måle syre-base forholdet i blodet, det der senere kaldes blodgasanalyse (iltmætning).
Han blev dernæst overlæge ved Rigshospitalets centrallaboratorium 1954, lektor i klinisk kemi og laboratorieteknik ved Københavns Universitet 1958 og professor fra 1964.
Astrup kontaktede Radiometer, der havde produceret et elektronisk pH meter. Det blev til et samarbejde, der endte i Astrup Apperatus E50101, og senere i ABL1.
Astrup modtog Overlæge Espersens Hæderspris 1960, holdt årets Maltheforelæsning i Det Norske Medicinske Selskab i 1967, fik Novo Prisen 1970, Hjerteprisen 1971 og var æresmedlem af The Association of Clinical Biochemists, London 1971. Han blev dr.scient. h.c. ved universitetet i Edinburgh 1972 og modtog hædersprisen fra Overlæge Th. E Hess Thaysen og Hustrus Fond 1973.
Han var tillige formand for Studentersamfundet 1939-41, medlem af tilsynsrådet for undervisningen af hospitalslaboranter ved Teknologisk Institut 1954; censor i skriftlig biokemi og fysiologi ved Københavns Universitet 1955-62, medredaktør af Bernth og Hagens: Medicinsk Kompendium 1955-65, formand for Dansk Selskab for Klinisk Kemi og Klinisk Fysiologi 1956-61, medlem af byggeudvalget vedr. Rigshospitalet 1956-62, formand for Selskabet for teoretisk og anvendt Terapi 1957, redaktør af Scand. Journ. Clin. Lab. Invest fra 1958, medlem af bestyrelsen for Det medicinske Selskab i København 1958-63, medleder af Medicinsk Laboratorium fra 1963, medlem af bestyrelsen for Dansk Selskab for medicinsk Databehandling 1966-69, medlem af et i h.t. Lægelovens § 14 nedsat udvalg for klinisk kemi 1963-69, af specialistnævnet vedr. bedømmelse af ansøgning om anerk. som speciallæge i klinisk kemi 1963-69, medredaktør af Biochemistry, Section II B of Excerpta Medica,ud medredaktør af Atherosclerosis 1970 og præsident for 8th. International Congress on Clinical Chemistry 1972.